# Deutsche Tourenwagen Masters 2008
Deutsche Tourenwagen Masters 2008 – dziewiąty sezon serii DTM po jej wznowieniu w 2000 roku.

## Regulacje
Regulacje obowiązujące w sezonie 2008.

### Techniczne
Silnik
- Widlasty silnik V8 o pojemności 4 litrów i kącie rozwarcia cylindrów wynoszącym 90°, z maksymalnie czterema zaworami na cylinder. W układzie dolotowym muszą być zamontowane 2 ograniczniki przepływu powietrza o maksymalnej średnicy 28 mm. Doładowanie silnika jest zabronione. Każdy zespół (2 kierowców) w trakcie sezonu ma do dyspozycji 3 silniki, które muszą być oddane do kontroli i oplombowania 2 tygodnie przed inauguracją sezonu. Jednostki napędowe używane przez Audi i Mercedesa osiągają moc około 470 KM.

Skrzynia biegów
- Napęd musi być przekazywany na tylne koła za pośrednictwem skrzyni biegów wyprodukowanej przez jednego z dwóch dostawców – Hewland lub X-trac.

Opony
- Wyłącznym dostawcą opon jest firma Dunlop. Wszyscy zawodnicy używają takich samych opon typu Dunlop SP Sport Maxx w rozmiarze 265/660 R18 na przednią oś oraz 280/660 R18 na oś tylną. Przez cały weekend każdy kierowca może zużyć 12 kompletów opon na suchą nawierzchnię. Liczba kompletów do dyspozycji podczas kwalifikacji i wyścigu została w sezonie 2008 zmniejszona z 7 do 6. Limit na opony deszczowe podczas kwalifikacji i wyścigu to 3 komplety, jednak użyć można je tylko wtedy, gdy dyrekcja wyścigu wyrazi na to zgodę.

Hamulce
- Wszyscy kierowcy używają jednakowych hamulców tarczowych wykonanych z włókna węglowego, dostarczanych przez firmę AP. W trakcie sezonu każdy zespół (2 kierowców) ma do dyspozycji 12 tarcz hamulcowych (po 6 na każdą oś).

Paliwo
- Jedynym dopuszczalnym paliwem jest Aral Ultimate 100 o specyfikacji określonej na poszczególne wyścigi.

Elektronika
- Wszystkie samochody są kontrolowane przez standardowe jednostki sterujące przygotowane przez firmę Bosch. Transmisja danych pomiędzy boksami a samochodem znajdującym się na torze jest zabroniona.

Waga samochodów
- Minimalna waga dla samochodów z roku 2008 została określona na poziomie 1050 kg (włącznie z kierowcą). Dla aut z 2007 roku limit ten wynosi 1040 kg, natomiast dla samochodów wyprodukowanych w 2006 roku 1030 kg. Celem wyrównania szans zawodników i zwiększenia atrakcyjności wyścigów, w sezonie 2005 wprowadzony został system przyznawania dodatkowego balastu dla samochodów zwycięskiej marki (tzw. balast sukcesu). W sezonie 2008 balast jest przyznawany oddzielnie dla samochodów nowych i z poprzednich lat. W przypadku samochodów nowych producent, który uzyska lepszy wynik (decydują o tym pozycje kierowców reprezentujących markę), w kolejnym wyścigu musi startować z balastem 5 kg we wszystkich swoich samochodach z roku 2008. Marka, która uzyska gorszy wynik, może od swojej wagi odjąć 5 kg. Balast sumuje się w kolejnych wyścigach, lecz nie może przekroczyć 15 kg. Podobnie jest z odejmowaniem balastu, w tym wypadku nie można przekroczyć 10 kg. W przypadku samochodów z lat 2006-2007 producenci zostali podzieleni na trzy grupy – Audi 2006, Audi 2007 oraz Mercedes 2007. Grupa, której reprezentant uzyska najlepszy wynik, otrzymuje balast 5 kg, kolejna utrzymuje swoją aktualną wagę, natomiast ostatnia może zredukować masę swych samochodów o 5 kg[4]. Przed 7. rundą sezonu przepisy dotyczące wagi zostały nieznacznie zmodyfikowane – bazowa waga samochodów z lat 2006-2007 została zmniejszona o 10 kg. Ponadto zlikwidowano podział samochodów używanych na trzy grupy, wprowadzając system rozdzielania balastu taki sam jak w przypadku nowych aut, gdzie występuje jedynie podział na producentów[5].

Systemy bezpieczeństwa
- Kierowca znajduje się w klatce bezpieczeństwa wykonanej z włókna węglowego. Ponadto, konstrukcja każdego samochodu musi zawierać strefy kontrolowanego zgniotu w przedniej i tylnej części. System sezonu HANS jest obowiązkowy od 2002.

### Sportowe
Sesja rozgrzewkowa
- W sezonie 2008 10-minutowa sesja rozgrzewkowa w dniu wyścigu została przesunięta z godzin porannych na godzinę 13:05, czyli 55 minut przed startem wyścigu. Po 2 rundach, za namową producentów i zespołów wycofano się z tej decyzji i przywrócono poprzednią godzinę przeprowadzania sesji, aby dać zespołom czas na naprawę ewentualnych usterek. Ponadto, czas trwania sesji został wydłużony do 20 minut[6].

Procedura startowa
- Zawodnicy ustawieni są na polach startowych według kolejności ustalonej podczas kwalifikacji. Odległości pomiędzy poszczególnymi polami wynoszą 8 metrów. Przed właściwym startem kierowcy wyjeżdżają na okrążenie formujące, podczas którego mają możliwość rozgrzania opon i hamulców do odpowiedniej temperatury. W trakcie okrążenia formującego wyprzedzanie jest zabronione. Gdy wszyscy zawodnicy ponownie zajmą swoje pozycje na starcie, na sygnalizatorze w jednosekundowych odstępach zapala się 5 świateł. Po upływie kolejnej sekundy wszystkie gasną, co jest dla kierowców sygnałem do startu.

Obowiązkowe pit-stopy
- Podczas wyścigu każdy kierowca musi dwukrotnie zjawić się w boksach na zmianę opon i ewentualne tankowanie. Dystans każdego wyścigu dzielony jest na 3 tercje, a obowiązkowe pit-stopy można wykonać tylko w trakcie drugiej tercji. Począwszy od 7. rundy sezonu zwiększono przedział, w którym można wykonywać pit-stopy – dystans wyścigu dzielony jest na 4 kwarty, a postoje można wykonać w trakcie drugiej i trzeciej kwarty[5].

Ograniczenia prędkości
- W trakcie całego weekendu w alejach serwisowych obowiązuje ograniczenie prędkości do 80 km/h. Wyjątek stanowią tory Norisring i Zandvoort, gdzie z powodu wąskich alejek limit prędkości wynosi 60 km/h.

Polecenia zespołowe
- Od sezonu 2008 wszelkie polecenia zespołowe mogące mieć wpływ na wynik wyścigu są zabronione.

Kary dla kierowców
- Na kierowców łamiących przepisy nałożony może zostać jeden z trzech rodzajów kary. Pierwszym z nich jest kara czasowa dodawana do rezultatu kierowcy w wyścigu i powodująca jego przesunięcie w dół klasyfikacji. Drugim rodzajem jest kara przejazdu przez boksy (tzw. drive-through penalty) z zachowaniem obowiązującego ograniczenia prędkości. Podczas jej wykonywania zabronione jest zatrzymywanie się na wymianę opon i tankowanie. W sezonie 2008 wprowadzony został trzeci rodzaj kary, tzw. pit-stop penalty. Wykorzystywana jest ona w sytuacjach mniej znaczącego naruszenia przepisów i służy do karania kierowców, którzy jeszcze nie wykonali wszystkich obowiązkowych pit-stopów. Zawodnik, na którego nałożony został ten rodzaj kary, musi zatrzymać się na początku alei serwisowej na określony czas, po czym może odbyć jeden z obowiązkowych pit-stopów. Dzięki temu można precyzyjnie ustalić czas trwania kary, gdyż od standardowego pit-stopu jest ona dłuższa o czas oczekiwania na początku alei serwisowej.

Punktacja
- W DTM obowiązuje taki sam system punktacji jak w Formule 1 i wielu innych seriach wyścigowych – punkty są przyznawane ośmiu czołowym kierowcom według schematu 10-8-6-5-4-3-2-1.

## Kierowcy
| Nr | Kierowca          | Samochód              | Rocznik | Zespół                          |
| -- | ----------------- | --------------------- | ------- | ------------------------------- |
| 1  | Mattias Ekström   | Audi A4 DTM           | 2008    | Audi Sport Team Abt Sportsline  |
| 2  | Martin Tomczyk    | Audi A4 DTM           | 2008    | Audi Sport Team Abt Sportsline  |
| 3  | Bruno Spengler    | AMG-Mercedes C-Klasse | 2008    | Mercedes-Benz Bank AMG Mercedes |
| 4  | Paul di Resta     | AMG-Mercedes C-Klasse | 2008    | AMG Mercedes                    |
| 5  | Jamie Green       | AMG-Mercedes C-Klasse | 2008    | Salzgitter AMG Mercedes         |
| 6  | Bernd Schneider   | AMG-Mercedes C-Klasse | 2008    | Original-Teile AMG Mercedes     |
| 7  | Gary Paffett      | AMG-Mercedes C-Klasse | 2007    | stern AMG Mercedes              |
| 8  | Mathias Lauda     | AMG-Mercedes C-Klasse | 2007    | Pixum AMG Mercedes              |
| 9  | Tom Kristensen    | Audi A4 DTM           | 2008    | Audi Sport Team Abt             |
| 10 | Timo Scheider     | Audi A4 DTM           | 2008    | Audi Sport Team Abt             |
| 11 | Ralf Schumacher   | AMG-Mercedes C-Klasse | 2007    | TRILUX AMG Mercedes             |
| 12 | Maro Engel        | AMG-Mercedes C-Klasse | 2007    | JungeSterne AMG Mercedes        |
| 14 | Alexandre Prémat  | Audi A4 DTM           | 2007    | Audi Sport Team Phoenix         |
| 15 | Oliver Jarvis     | Audi A4 DTM           | 2007    | Audi Sport Team Phoenix         |
| 16 | Susie Stoddart    | AMG-Mercedes C-Klasse | 2007    | TV-Spielfilm AMG Mercedes       |
| 18 | Mike Rockenfeller | Audi A4 DTM           | 2007    | Audi Sport Team Rosberg         |
| 19 | Markus Winkelhock | Audi A4 DTM           | 2007    | Audi Sport Team Rosberg         |
| 20 | Katherine Legge   | Audi A4 DTM           | 2006    | Futurecom TME                   |
| 21 | Christijan Albers | Audi A4 DTM           | 2006    | Futurecom TME                   |

## Kalendarz wyścigów
| Runda                      | Data  | Tor                  | Liczba okrążeń | Długość okrążenia (km) | Dystans wyścigu (km) | Rekord okrążenia | Rekord okrążenia | Rekord okrążenia |
| Runda                      | Data  | Tor                  | Liczba okrążeń | Długość okrążenia (km) | Dystans wyścigu (km) | Kierowca         | Kierowca         | Czas             |
| -------------------------- | ----- | -------------------- | -------------- | ---------------------- | -------------------- | ---------------- | ---------------- | ---------------- |
| 1                          | 13.04 | Hockenheim           | 37             | 4,574                  | 169,238              | Paul di Resta    | M                | 1:33.576 (2008)  |
| 2                          | 20.04 | Oschersleben         | 44             | 3,696                  | 162,624              | Mattias Ekström  | A                | 1:20.791 (2005)  |
| 3                          | 4.05  | Mugello              | 33             | 5,245                  | 173,085              | Jamie Green      | M                | 1:45.273 (2008)  |
| 4                          | 18.05 | EuroSpeedway Lausitz | 48             | 3,478                  | 166,944              | Paul di Resta    | M                | 1:18.938 (2008)  |
| 5                          | 29.06 | Norisring            | 74             | 2,300                  | 170,200              | Bruno Spengler   | M                | 0:48.446 (2008)  |
| 6                          | 13.07 | Zandvoort            | 38             | 4,307                  | 163,666              | Tom Kristensen   | A                | 1:33.729 (2008)  |
| 7                          | 27.07 | Nürburgring          | 43             | 3,629                  | 156,047              | Gary Paffett     | M                | 1:24.442 (2005)  |
| 8                          | 31.08 | Brands Hatch         | 82             | 1,929                  | 158,178              | Timo Scheider    | A                | 0:42.530 (2008)  |
| 9                          | 21.09 | Barcelona            | 58             | 2,977                  | 172,666              | Tom Kristensen   | A                | 1:08.422 (2008)  |
| 10                         | 5.10  | Le Mans              | 40             | 4,185                  | 167,200              | Mika Häkkinen    | M                | 1:30.713 (2006)  |
| 11                         | 26.10 | Hockenheim           | 37             | 4,574                  | 169,238              | Paul di Resta    | M                | 1:33.576 (2008)  |
| Legenda: A Audi M Mercedes |       |                      |                |                        |                      |                  |                  |                  |

### Najlepsze wyniki
| Runda | Runda           | Pole position   | Pole position | Najszybsze okrążenie | Najszybsze okrążenie | Zwycięzca wyścigu | Zwycięzca wyścigu |
| ----- | --------------- | --------------- | ------------- | -------------------- | -------------------- | ----------------- | ----------------- |
| 1     | Niemcy          | Timo Scheider   | A             | Paul di Resta        | M                    | Mattias Ekström   | A                 |
| 2     | Niemcy          | Timo Scheider   | A             | Timo Scheider        | A                    | Timo Scheider     | A                 |
| 3     | Włochy          | Timo Scheider   | A             | Jamie Green          | M                    | Jamie Green       | M                 |
| 4     | Niemcy          | Paul di Resta   | M             | Paul di Resta        | M                    | Paul di Resta     | M                 |
| 5     | Niemcy          | Bruno Spengler  | M             | Bruno Spengler       | M                    | Jamie Green       | M                 |
| 6     | Holandia        | Mattias Ekström | A             | Tom Kristensen       | A                    | Mattias Ekström   | A                 |
| 7     | Niemcy          | Tom Kristensen  | A             | Martin Tomczyk       | A                    | Bernd Schneider   | M                 |
| 8     | Wielka Brytania | Timo Scheider   | A             | Timo Scheider        | A                    | Timo Scheider     | A                 |
| 9     | Hiszpania       | Bernd Schneider | M             | Tom Kristensen       | A                    | Paul di Resta     | M                 |
| 10    | Francja         | Tom Kristensen  | A             | Paul di Resta        | M                    | Mattias Ekström   | A                 |
| 11    | Niemcy          | Mattias Ekström | A             | Paul di Resta        | M                    | Timo Scheider     | A                 |

## Klasyfikacje generalne

### Kierowcy
| Poz. | Kierowca          | Kierowca | HOC | OSC | MUG | LAU | NOR | ZAN | NÜR | BRH | CAT | LMS | HOC | Pkt. |
| ---- | ----------------- | -------- | --- | --- | --- | --- | --- | --- | --- | --- | --- | --- | --- | ---- |
| 1    | Timo Scheider     | A        | 2   | 1   | 10  | 2   | 3   | 2   | 5   | 1   | 2   | 6   | 1   | 75   |
| 2    | Paul di Resta     | M        | 13  | 4   | 2   | 1   | 5   | 7   | 2   | 2   | 1   | 2   | 2   | 71   |
| 3    | Mattias Ekström   | A        | 1   | 8   | 6   | 3   | 4   | 1   | 6   | 3   | DS  | 1   | 7   | 56   |
| 4    | Jamie Green       | M        | 6   | 5   | 1   | 5   | 1   | 6   | 3   | 4   | 8   | 10  | 3   | 52   |
| 5    | Bruno Spengler    | M        | 4   | 3   | 9   | 6   | 2   | 5   | 7   | 6   | NU  | 7   | 4   | 38   |
| 6    | Bernd Schneider   | M        | 8   | 12  | 4   | 7   | 6   | 9   | 1   | 9   | 3   | 5   | 6   | 34   |
| 7    | Martin Tomczyk    | A        | 5   | 2   | 17  | 4   | NU  | 4   | NU  | 5   | 4   | NU  | 8   | 32   |
| 8    | Tom Kristensen    | A        | 3   | 19  | 3   | 16  | 7   | 3   | NU  | 7   | 12  | 8   | 5   | 27   |
| 9    | Gary Paffett      | M        | 7   | 11  | 12  | 10  | DS  | 11  | 4   | 8   | DS  | 4   | 11  | 13   |
| 10   | Alexandre Prémat  | A        | 11  | 9   | 8   | DS  | 14  | NU  | 14  | 10  | 6   | 3   | 13  | 10   |
| 11   | Mike Rockenfeller | A        | 10  | 7   | 14  | 9   | 13  | 10  | 15  | 13  | 5   | 9   | 9   | 6    |
| 12   | Markus Winkelhock | A        | 12  | 6   | 7   | NU  | 11  | 8   | 9   | 11  | 11  | 11  | NU  | 6    |
| 13   | Oliver Jarvis     | A        | 9   | 15  | 5   | 8   | 12  | 17  | 13  | 12  | 9   | NU  | 10  | 5    |
| 14   | Ralf Schumacher   | M        | 14  | 10  | NU  | 13  | 16  | 12  | 8   | 15  | 7   | NU  | 14  | 3    |
| 15   | Mathias Lauda     | M        | 15  | 13  | 16  | 12  | 8   | 13  | 10  | 16  | NU  | 15  | NU  | 1    |
| 16   | Maro Engel        | M        | 17  | 18  | 11  | 11  | 9   | 14  | NU  | 17  | 13  | 14  | 12  | 0    |
| 17   | Christijan Albers | A        | NU  | 16  | 13  | 14  | NU  | NU  | 11  | 14  | 10  | 13  | NU  | 0    |
| 18   | Susie Stoddart    | M        | 16  | 14  | 15  | 17  | 10  | 15  | 12  | 19  | NU  | 12  | NU  | 0    |
| 19   | Katherine Legge   | A        | 18  | 17  | 18  | 15  | 15  | 16  | NU  | 18  | NU  | 16  | NU  | 0    |
| Poz. | Kierowca          | Kierowca | HOC | OSC | MUG | LAU | NOR | ZAN | NÜR | BRH | CAT | LMS | HOC | Pkt. |

| Legenda | Legenda                 |
| ------- | ----------------------- |
| 1       | 1. miejsce              |
| 2       | 2. miejsce              |
| 3       | 3. miejsce              |
|         | Punktowana pozycja      |
|         | Pozycja bez punktów     |
| NU      | Nie ukończył            |
| DS      | Dyskwalifikacja         |
|         | Nie startował           |
|         |                         |
| A       | Audi                    |
| M       | Mercedes                |
| 5       | Nowy samochód (2008)    |
| 17      | Samochód 2-letni (2006) |

| System punktowania | System punktowania | System punktowania | System punktowania | System punktowania | System punktowania | System punktowania | System punktowania | System punktowania |
| ------------------ | ------------------ | ------------------ | ------------------ | ------------------ | ------------------ | ------------------ | ------------------ | ------------------ |
| Miejsce            | 1                  | 2                  | 3                  | 4                  | 5                  | 6                  | 7                  | 8                  |
| Punkty             | 10                 | 8                  | 6                  | 5                  | 4                  | 3                  | 2                  | 1                  |

### Zespoły
(punkty zdobywane podczas poszczególnych wyścigów)
| Poz. | Zespół                                 | Rocznik | Kierowcy                | HOC | OSC | MUG | LAU | NOR | ZAN | NÜR | BRH | CAT | LMS | HOC | Suma |
| ---- | -------------------------------------- | ------- | ----------------------- | --- | --- | --- | --- | --- | --- | --- | --- | --- | --- | --- | ---- |
| 1    | Mercedes-Benz Bank AMG Mercedes        | 2008    | Spengler di Resta       | 5   | 11  | 8   | 13  | 12  | 6   | 10  | 11  | 10  | 10  | 13  | 109  |
| 2    | Audi Sport Team Abt                    | 2008    | Kristensen Scheider     | 14  | 10  | 6   | 8   | 8   | 14  | 4   | 12  | 8   | 4   | 14  | 102  |
| 3    | Audi Sport Team Abt Sportsline         | 2008    | Ekström Tomczyk         | 14  | 9   | 3   | 11  | 5   | 15  | 3   | 10  | 5   | 10  | 3   | 88   |
| 4    | Salzgitter/Original-Teile AMG Mercedes | 2008    | Green Schneider         | 4   | 4   | 15  | 6   | 13  | 3   | 16  | 5   | 7   | 4   | 9   | 86   |
| 5    | Audi Sport Team Phoenix                | 2007    | Prémat Jarvis           |     |     | 5   | 1   |     |     |     |     | 3   | 6   |     | 15   |
| 6    | stern/Pixum AMG Mercedes               | 2007    | Paffett Lauda           | 2   |     |     |     | 1   |     | 5   | 1   |     | 5   |     | 14   |
| 7    | Audi Sport Team Rosberg                | 2007    | Rockenfeller Winkelhock |     | 5   | 2   |     |     | 1   |     |     | 4   |     |     | 12   |
| 8    | TRILUX/JungeSterne AMG Mercedes        | 2007    | Schumacher Engel        |     |     |     |     |     |     | 1   |     | 2   |     |     | 3    |
| Poz. | Zespół                                 | Rocznik | Kierowcy                | HOC | OSC | MUG | LAU | NOR | ZAN | NÜR | BRH | CAT | LMS | HOC | Suma |

### Balast
(balast przyznawany podczas poszczególnych wyścigów – patrz regulacje techniczne)
| Rocznik | Producent  | HOC     | OSC     | MUG      | LAU      | NOR      | ZAN      | NÜR     | BRH      | CAT     | LMS     | HOC  |
| ------- | ---------- | ------- | ------- | -------- | -------- | -------- | -------- | ------- | -------- | ------- | ------- | ---- |
| 2008    | A Audi     | 1050 +5 | 1055 +5 | 1060 -5  | 1055 -5  | 1050 -5  | 1045 +5  | 1050 -5 | 1045 +5  | 1050 -5 | 1045 +5 | 1050 |
| 2008    | M Mercedes | 1050 -5 | 1045 -5 | 1040 +5  | 1045 +5  | 1050 +5  | 1055 -5  | 1050 +5 | 1055 -5  | 1050 +5 | 1055 -5 | 1050 |
| 2007    | A Audi     | 1040 0  | 1040 +5 | 1045 +5  | 1050 +5  | 1055 0   | 1045 MAX | 1045 -5 | 1040 -5  | 1035 +5 | 1040 +5 | 1045 |
| 2007    | M Mercedes | 1040 +5 | 1045 0  | 1045 0   | 1045 0   | 1045 +5  | 1040 -5  | 1035 +5 | 1040 +5  | 1045 -5 | 1040 -5 | 1035 |
| 2006    | A Audi     | 1030 -5 | 1025 -5 | 1020 MIN | 1020 MIN | 1020 MIN | 1010 +5  | 1015 -5 | 1010 MIN | 1010 +5 | 1015 +5 | 1020 |
| Rocznik | Producent  | HOC     | OSC     | MUG      | LAU      | NOR      | ZAN      | NÜR     | BRH      | CAT     | LMS     | HOC  |

| Legenda  | Legenda                                                                |
| -------- | ---------------------------------------------------------------------- |
| 1045 MAX | Waga nie może zostać zwiększona, ponieważ osiągnęła maksymalną wartość |
| 1020 MIN | Waga nie może zostać zmniejszona, ponieważ osiągnęła minimalną wartość |
| 1010 +5  | Zmniejszenie wagi o 10 kg w wyniku zmiany przepisów                    |